# Joint Comprehensive Plan of Action
Joint Comprehensive Plan of Action (forkortet JCPOA) almindeligvis kendt som Iran-atomaftalen eller blot Iran-aftalen, er en aftale om det iranske atomprogram, der blev indgået i Wien den 14. juli 2015 mellem Iran og P5+1 (de fem permanente medlemmer af FN's Sikkerhedsråd plus Tyskland) samt Den Europæiske Union.
De formelle forhandlinger mellem Iran og P5+1 blev indledt i november 2013, hvor en midlertidig aftale blev indgået, den såkaldte Joint Plan of Action. I løbet af de efterfølgende 20 måneder deltog parterne i forskellige forhandlinger, som udmundede i, at man i april 2015 blev enige om rammen for den endelige aftale. I juli 2015 bekræftede parterne, at man var blevet enig om en aftale, ligesom den såkaldte "Roadmap Agreement" mellem Iran og Det Internationale Atomenergiagentur (IAEA) blev præsenteret.
Formålet med Iran-aftalen var at forlænge den tid, det ville tage Iran at udvikle en atombombe. I henhold til Iran-aftalen accepterede Iran at reducere sin beholdning af lavt beriget uran med 98%, eliminere hele sin beholdning af medium beriget uran samt reducere antallet af centrifuger med to tredjedele over de efterfølgende 13 år. Endvidere accepterede Iran, at man over de efterfølgende 15 år maksimalt ville berige uran op til 3,67%, ligesom Iran accepterede, at de ikke ville bygge nogle nye tungt vandanlæg i samme periode. Irans uranberigelsesaktiviteter ville de efterfølgende 10 år således være begrænset til et enkelt anlæg, der anvendte ældre centrifuger. I henhold til aftalen ville Det Internationale Atomenergiagentur (IAEA) have adgang til de iranske atomfaciliteter, for på denne måde at kunne monitorere, at Iran efterlevede aftalen. USA, Den Europæiske Union og FN's Sikkerhedsråd ville modsat ophæve en række sanktioner rettet mod Iran.
Den 8. maj 2018 annoncerede den amerikanske præsident, Donald Trump, at USA ville udtræde af Iran-aftalen.